# Campeonato Uruguaio de Futebol de 1951
O Campeonato Uruguaio de Futebol de 1951 foi a 20ª edição da era profissional do Campeonato Uruguaio. O torneio consistiu em uma competição com dois turnos, no sistema de todos contra todos. O campeão foi o Peñarol.

## Classificação[2]
| Pos | Equipe               | Pts | J  | V  | E | D  | GP | GC | SG  |
| --- | -------------------- | --- | -- | -- | - | -- | -- | -- | --- |
| 1°  | Peñarol              | 29  | 18 | 13 | 3 | 2  | 50 | 14 | 36  |
| 2°  | Nacional             | 27  | 18 | 12 | 3 | 3  | 50 | 21 | 29  |
| 3°  | Rampla Juniors       | 22  | 18 | 8  | 6 | 4  | 40 | 28 | 12  |
| 4°  | Central              | 18  | 18 | 6  | 6 | 6  | 23 | 29 | -6  |
| 5°  | Cerro                | 17  | 18 | 7  | 3 | 8  | 26 | 38 | -12 |
| 6°  | Danubio              | 16  | 18 | 6  | 4 | 8  | 30 | 36 | -6  |
| 7°  | River Plate          | 16  | 18 | 6  | 4 | 8  | 31 | 41 | -10 |
| 8°  | Defensor             | 12  | 18 | 4  | 4 | 10 | 25 | 36 | -11 |
| 9°  | Liverpool            | 12  | 18 | 3  | 6 | 9  | 20 | 37 | -17 |
| 10° | Montevideo Wanderers | 11  | 18 | 4  | 3 | 11 | 24 | 39 | -15 |

|  | Campeão.                     |
|  | Rebaixado à Segunda Divisão. |

Promovido para a próxima temporada: Sud América.
| Campeonato Uruguaio de 1951  |
| ---------------------------- |
| Peñarol Campeão (20º título) |